# Tetragonia copiapina
Tetragonia copiapina là một loài thực vật có hoa trong họ Phiên hạnh. Loài này được Phil. miêu tả khoa học đầu tiên năm 1893.